# Tobi Amusan
Oluwatobiloba Ayomide "Tobi" Amusan, född 23 april 1997, är en nigeriansk friidrottare som främst tävlar i 100 meter häck, men även i kortdistanslöpning.

## Karriär
I juli 2022 tävlade Amusan vid VM i Eugene, där hon inledde med att i försöksheatet på 100 meter häck förbättra sitt eget afrikanska rekord med en hundradel till 12,40 sekunder. I semifinalen satte Amusan sedan ett nytt världsrekord efter ett lopp på 12,12 sekunder. I finalen förbättrade hon sedan sin tid till 12,06 sekunder och tog guld, dock med för hög medvind på +2,5 m/s för att det skulle räknas som ännu ett världsrekord.